# Arbnor Muçolli
Arbnor Muçolli, né le 15 septembre 1999 à Fredericia au Danemark, est un footballeur albanais, qui évolue au poste d'ailier gauche à l'IFK Göteborg.

## Biographie

### Vejle BK
Né à Fredericia au Danemark, Arbnor Muçolli est formé par le Vejle BK. Arbnor Muçolli joue son premier match en professionnel alors que son équipe évolue en deuxième division danoise, le 17 novembre 2016, lors d'une rencontre de championnat face au Næstved BK. Il est titulaire et son équipe s'impose par deux buts à un ce jour-là. Lors de la saison 2017-2018, il participe au sacre du Vejle BK, qui termine premier du championnat et se voit ainsi promu en première division.
C'est lors de la saison 2018-2019 qu'il s'impose comme titulaire dans l'équipe, mais le Vejle BK est relégué en deuxième division à l'issue de celle-ci.
Le 31 décembre 2019, il prolonge son contrat avec son club formateur jusqu'en 2023.
Le 6 juillet 2020, il se met en évidence en marquant un triplé en deuxième division lors de la réception du FC Roskilde (victoire 4-1). Il participe ainsi au sacre du Vejle BK, qui termine une nouvelle fois premier du championnat, et retrouve la première division.
Le 20 septembre de la même année, il s'illustre de nouveau en étant l'auteur d'un doublé en première division, lors de la réception du club de SønderjyskE (victoire 4-1).

### IFK Göteborg
Le 6 juillet 2023, Arbnor Muçolli rejoint la Suède afin de s'engager en faveur de l'IFK Göteborg. Il signe un contrat courant jusqu'en décembre 2026.

### En sélection
Né au Danemark et alors qu'il est également éligible pour jouer pour le Kosovo, Arbnor Muçolli choisit en 2017 de représenter le pays de ses parents, l'Albanie.
Le 15 octobre 2019, il inscrit son premier but avec les espoirs, face au Kosovo. Il délivre également, à cette occasion, une passe décisive. Ce match gagné 2-1 rentre dans le cadre des éliminatoires de l'Euro espoirs 2021.

## Vie privée
Arbnor Muçolli est le jeune frère d'Agon Muçolli, lui aussi footballeur professionnel et formé au Vejle BK, où tous les deux ont commencé leur carrière.

## Palmarès
Vejle BK
- Championnat du Danemark D2 (2) :
  - Champion : 2018 et 2020.